# 007: Quantum of Solace
007: Quantum of Solace is een first-person shooter (third-person shooter voor PlayStation 2 and Nintendo DS) gebaseerd op de James Bond-films Casino Royale en Quantum of Solace. Het spel is uitgebracht voor Microsoft Windows, Nintendo DS, PlayStation 2, PlayStation 3, Wii en de Xbox 360. Het spel werd uitgebracht op 31 oktober 2008 in Europa, op 4 november 2008 in Noord-Amerika, op 19 november 2008 in Australië en op 26 maart 2009 in Japan. Het spel werd rond dezelfde tijd uitgebracht als de gelijknamige film Quantum of Solace. Het spel werd uitgebracht door Activision, en het is het eerste spel van Activision in het James Bond-genre sinds zij de licentie voor die spelen verkregen in 2006. Het spel werd geproduceerd door Treyarch, Beenox, Vicarious Visions en Eurocom.

## Plot
Het spel begint wanneer James Bond Mr. White kidnapt, een lid van een tot dan toe onbekende criminele/terroristische organisatie Quantum. Terwijl Bond en M White verhoren, worden zij aangevallen door Henry Mitchell, een overgelopen MI6-agent. Mitchell wordt gedood door Bond, maar White weet te ontsnappen. Bond bespioneerd later een ontmoeting tussen Quantum-leden en maakt foto's van hen. Onder hen is Dominic Greene, een bekend milieuactivist.
Het spel springt vervolgens naar voren in de tijd wanneer Bond een crashlanding maakt in Bolivia, waar Greene een lap grond wil kopen. Bond heeft inmiddels ook Camille Montes ontmoet, welke wraak wil nemen op generaal Medrano. Medrano probeert om de Bolivische regering omver te werpen. Wanneer Bond verneemt dat Montes wraak wil nemen op Medrano, omdat Medrano Montes' familie heeft vermoord, vertelt Bond aan Montes over de dood van Vesper Lynd. De speler speelt vervolgens door de gebeurtenissen van Casino Royale heen, waarbij Bond Mollaka achtervolgt door Madagaskar, hij het Science Center infiltreert om Dimitrios te vermoorden en zo Skyfleet beschermt tegen Carlos, hoe hij Bliss vermoordt onderweg naar Montenegro, hoe hij Lynd ontmoet, hoe hij Le Chiffre redt van Steven Obanno, en later Lynd redt van Le Chiffre. De flashback eindigt met de confrontatie tussen Bond, Lynd en Gettler in Venice, waarbij Lynd overlijdt.
Bond en Montes arriveren bij een hotel in de Bolivische woestijn, waar Greene een stuk grond van Medrano wil kopen. Greene wil Medrano financieren in zijn poging om de Bolivische regering omver te werpen in ruil voor het stuk land dat Greene wil kopen. Bond en Montes onderbreken de ontmoeting, waarbij Bond Greene vermoordt, en Montes Medrano vermoordt. Tijdens het gevecht vatten de brandstofcellen van het hotel vlam, en Bond en Montes weten net te ontsnappen voordat het hotel ontploft. Ze verlaten het gebied met per helikopter van MI6. In de laatste cutscène wordt getoond dat Mr. White en Guy Haines naar de MI6-debriefing en updates voor Bonds missies kijken. Het spel eindigt met een scène waarin Bond voor een huis staat en M vertelt dat hij naar binnen gaat.

## Muziek
De muziek voor het spel is gecomponeerd door Christopher Lennertz. Hij nam de partijen voor de strijkers op buiten Amerika, en de overige partijen met leden van het Hollywood Studio Symphony in Los Angeles in de Capitol Records Studios. Het spel heeft een andere titelsong dan de film, namelijk "When Nobody Loves You", geschreven door Richard Fortus en Kerli, uitgevoerd door Fortus, Kerli en David Maurice en geproduceerd door David Maurice.